# Vita monument i Vladimir och Suzdal
Vita monument i Vladimir och Suzdal är ett världsarv i Ryssland. Världsarvet omfattar åtta medeltida monument i kalksten i Vladimir oblast:
- Marie himmelsfärdskatedralen i Vladimir (1158-60, 1185-89);
- Gyllene Porten i Vladimir (1158-64, med senare ombyggnad);
- Sankt Demetrius katedral i Vladimir (1194-97);
- Andrej Bogoljubskijs slott i Bogoljubovo (1158-65, med senare ombyggnader);
- Pokrovkyrkan vid Nerl i Bogoljubovo (1165);
- Suzdal kreml med Födelsekatedralen i Suzdal (1222-25, built up in the 16th century);
- Sankt Euthymius kloster i Suzdal (mostly 16th century);
- Boris och Gleb kyrka i Kideksha (1152, with later mofifications).